# 창원페스티벌
창원페스티벌은 경상남도 창원시에서 개최하는 가을 축전이다.

## 배경
삼한 시대에 창원 지역에서 철기 문화를 자랑하던 변한(弁韓)의 역사적 전통과 산업단지라는 창원의 지역적 특수성을 고려하여 야철지(冶鐵址)에 깃든 선조들의 혼과 지혜를 기려 열리는 행사이다. 창원의 시(市) 승격을 기념하고 시민의 화합을 도모하기 위해 시 승격일인 1980년 4월 1일에 창원야철축제(昌原冶鐵祝祭)로 처음 시작하였다. 주요 행사로 불씨봉송길 놀이, 야철 제례, 창원대종 타종, 시민의 날 기념식과 부대 행사로 각종 문화 행사와 시민체육대회 등을 진행하였다.
2007년에는 축제 규모를 확대하여 창원월드퍼레이드 프리페스티벌로 명칭을 바꾸어 개최하였으며, 2008년부터는 창원페스티벌로 다시 개칭하여 10월에 개최하기로 하였다. 2009년에 창원의 열정, 낭만, 상상을 바탕으로 환경의 도시, 미래의 도시 창원을 보여주며, 나아가 세계 수준의 축제를 목표로 계획을 세웠으나 신종인플루엔자의 확산으로 행사가 취소되었다.

## 역대 축전

### 2008년
- 개최기간: 2008년 10월 25일 ~ 10월 26일
- 개최장소: 창원광장 및 중앙로

### 2010년
- 개최기간: 2010년 10월 31일 10:00 ~ 18:00
- 개최장소: 창원시 의창구 중앙대로, 창원시청광장, 성산아트홀 일원
- 행사주제: 화합
- 슬로건: Sweet Harmony! 2010 창원
- 비전: 철과 환경 그리고 사람
- 주최: 창원시
- 주관: (재)창원문화재단성산아트홀
- 행사 구성: Pre-boom Up 행사, 개·폐막행사, 퍼레이드, 전시행사, 부대행사, 공모전 등

### 2011년
- 개최기간: 2011년 10월 22일 ~ 10월 23일
- 개최장소: 창원시 의창구 중앙대로, 창원광장, 용지문화공원 일원, 용지호수 주변
- 행사주제: 철(Iron) _ 환경(Environment) _ 사람(People)
- 주최: 창원시
- 주관: 창원페스티벌추진위원회
- 행사 구성: 개막행사, 퍼레이드, 특별행사, 문화행사, 연계행사 등

### 2012년
- 개최기간: 2012년 10월 27일 ~ 10월 28일
- 개최장소: 창원시 의창구 중앙대로, 창원광장, 용지문화공원 일원
- 행사주제: 철의 꿈(Dream of Iron) _ 빛나는 도시(Bright City)
- 주최: 창원시
- 주관: 창원문화재단, 창원페스티벌추진위원회
- 행사 구성
  - 주 행사: 2012창원퍼레이드
  - 연계행사: 창원스타 선발전, 창원사랑어울림마당 등

### 2013년
- 개최기간: 2013년 10월 19일 ~ 10월 20일
- 개최장소: 창원시 의창구 중앙대로, 창원광장, 용지문화공원 일원
- 행사주제: 철의 꿈 - 빛나는 땅 창원 - 세계로 미래로
- 주최: 창원시
- 주관: 창원문화재단, 창원페스티벌추진위원회
- 행사 구성
  - 주 행사: 퍼레이드
  - 기획행사: 일루미네이션 빛거리
  - 부대행사: 창원가요/댄스스타 선발전, 야철체험부스 운영
  - 문화행사: 음식문화축제(요리경연대회), 사회적기업 전시·판매 부스 운영

### 2014년
- 개최기간: 2014년 10월 17일 ~ 10월 18일
- 개최장소: 창원 만남의 광장
- 주최: 창원시
- 주관: 창원문화재단, 창원페스티벌추진위원회
- 행사 구성: 식전행사, 전통문화공연, 연계행사 등